# حصن العقاب
حصن العُقاب هو أحد الحصون التي بناها الأمويون في الأندلس. يقع في مقاطعة خاين غرب إسبانيا. قامت بالقرب منه معركة العقاب أو معركة حصن العقاب عام 1212م، وهي المعركة الحاسمة التي حولت تاريخ الأندلس، فقد انهزم المسلمون الموحدون فيها هزيمة قوية وتم على إثرها انتزاع بقية أراضي الأندلس منهم ولم يتبق للمسلمين سوى مدينة غرناطة والتي سقطت عام 1492م.
يُعد الحصن بمثابة قلعة نموذجية واقعة على الصخر، ومحاط بالسور الذي لم يتبق به سوى بعض الجنفاص وزاوية محصنة سداسية الأضلاع، تم بناءها على تربة مدكوكة على برج ارتفاعه 14 مترًا الحفاظ عليها جيدًا، ويمكن رؤية ما تبقى من الأسوار الدفاعية من المنطقة الجنوبية الشرقية.أعلن الحصن موقع اهتمام ثقافي في أبريل عام 1949.